# Alex Stewart
Pour les articles homonymes, voir Stewart.
Pas d'image ? Cliquez ici

a Compétitions nationales et continentales officielles uniquement.

b Matchs officiels uniquement.
Dernière mise à jour le 3 juillet 2025.
Alex Stewart, née le 28 mai 2004 à Édimbourg (Écosse), est une joueuse internationale écossaise de rugby à XV. Elle évolue au poste de troisième ligne aile au Corstorphine RFC ainsi qu'avec la franchise d'Édimbourg Rugby.

## Biographie
Née le 28 mai 2004 à Édimbourg en Écosse, Alex Stewart découvre le rugby à XV dans le cadre des cours d'éducation physique à l'école primaire. Elle y participe surtout pour rester avec son frère cadet mais se prend au jeu. Elle poursuit au collège, dont l'équipe féminine a un partenariat avec le club du Lismore RFC. Dans la catégorie des moins de 18 ans, elle joue avec les Edinburgh Harlequins, une sorte de sélection scolaire de la métropole visant à insérer les joueuses dans une démarche vers le haut niveau. Elle est capitaine de son équipe qu'elle mène au titre national de la catégorie en 2021 et en finale en 2022. Elle est sélectionnée avec l'équipe d'Écosse des moins de 18 ans qui dispute le festival des Six Nations.
En 2023, elle rejoint les Corstorphine Cougars avec qui elle joue la finale de la Coupe d'Écosse à Murrayfield, perdue 25 à 26 face au Watsonian RFC. En fin d'année, elle est sélectionnée avec la franchise d'Édimbourg Rugby qui dispute la deuxième édition du Celtic Challenge. Elle est désignée vice-capitaine. Ses performances lui valent une convocation avec le groupe élargi de l'équipe d'Écosse qui prépare le Tournoi des Six Nations 2024. Le 23 mars, elle est titularisée dès la première journée à Cardiff contre le pays de Galles, pour une victoire historique des Écossaises au pays de Galles (18-20).
En 2024-2025, Alex Stewart est rappelée en équipe nationale pour disputer la deuxième édition du WXV. Elle joue les deux premières rencontres et inscrit son premier essai international face au Japon. Elle est à nouveau retenue avec Édimbourg Rugby pour le Celtic Challenge et se voit confier le capitanat de l'équipe,. Entre temps, elle remporte le Championnat d'Écosse avec les Corstorphine Cougars. Durant la saison, elle ressent une baisse de forme physique qui entraîne une chute de son moral. Un état de fatigue générale fait d'abord croire à du surentraînement et une forme de surmenage. Mais elle apprend durant le Six Nations qu'elle est intolérante au gluten. Seulement quelques jours plus tard, les médecins l'informent qu'elle est également diabétique de type 1 (comme Henry Slade).

## Palmarès
- Vainqueur du Championnat d'Écosse en 2024.